# 김천시 (1950년 선거구)
김천시는 대한민국의 옛 국회의원 선거구이다. 당시 경상북도 김천시 지역을 관할했다.

## 역사
1949년 8월 14일, 김천군 김천읍이 김천부로 승격되었으며 이내 김천부는 김천시로 개칭되었다. 이에 제2대 국회의원 선거를 앞두고 김천시 전 지역을 관할하는 선거구로 신설되었다.
제6대 국회의원 선거를 앞두고 금릉군 선거구와 통합되면서 김천시·금릉군 선거구를 이루게 됨에 따라 폐지되었다.

## 역대 국회의원
| 선거   | 정당 | 정당       | 의원   |
| ------ | ---- | ---------- | ------ |
| 1950년 |      | 대한국민당 | 우문   |
| 1954년 |      | 무소속     | 문종두 |
| 1954년 |      | 무소속     | 문종두 |
| 1960년 |      | 무소속     | 김세영 |

## 역대 선거 결과

### 대한민국 제2대 국회의원 선거
|  | 48.57% |

|  | 17.48% |

|  | 16.66% |

|  | 11.84% |

|  | 5.42% |

### 대한민국 제3대 국회의원 선거
|  | 21.70% |

|  | 21.26% |

|  | 17.78% |

|  | 16.70% |

|  | 13.49% |

|  | 9.05% |

### 대한민국 제4대 국회의원 선거
|  | 17.32% |

|  | 13.50% |

|  | 12.73% |

|  | 12.65% |

|  | 12.22% |

|  | 12.08% |

|  | 11.19% |

|  | 6.27% |

|  | 1.98% |

### 대한민국 제5대 국회의원 선거
|  | 46.02% |

|  | 28.12% |

|  | 13.82% |

|  | 10.15% |

|  | 1.88% |